# Червня (герб)
Червня (пол. Czerwnia) — польский шляхетский герб.

## Описание
В красном поле стальной щит четырёхугольный. В навершии шлема пять страусовых перьев. Герб Червня (употребляют: Червяковские) внесен в Часть 1 Гербовника дворянских родов Царства Польского, стр. 137

## Используют
Червяковские, происходящие от Рафаила, который состоя с 1780 года в течение 17 лет Профессором Медицины, Хирургии и Повивального искусства в Краковском Ягеллонском Университете, приобрёл право на потомственное дворянство, по силе привилегий дарованных в 1535 году Королём Сигизмундом I, и Сеймового постановления 1793 года.